# Campeonato de Primera División B 1969 (Argentina)
El Campeonato de Primera División B 1969 fue el torneo que constituyó la trigésimo sexta temporada de la segunda división de argentina en la era profesional de la rama de los clubes directamente afiliados a la AFA y la vigésimo primera edición de la Primera División B bajo esa denominación. Fue disputado entre el 1 de marzo y el 22 de diciembre por 17 equipos.
Los nuevos participantes fueron Ferro Carril Oeste y Tigre, equipos descendidos de la Primera División, y El Porvenir, ascendido de la Primera C.
Se consagró campeón Ferro Carril Oeste. Sin embargo, por razones de formato no hubo ascensos. Por otra parte, descendieron de categoría Dock Sud, El Porvenir y Argentino de Quilmes tras perder el Torneo Reclasificación con Primera C.

## Ascensos y descensos
| Pos | Descendidos de la Primera División B 1968 |
| --- | ----------------------------------------- |
| 5.º | Villa Dálmine                             |
| 6.º | Deportivo Italiano                        |
| 8.º | Sarmiento                                 |

| Pos | Ascendidos a la Primera División B 1969 |
| --- | --------------------------------------- |
| 2.º | El Porvenir                             |

| Pos | Ascendidos a Primera División 1969 |
| --- | ---------------------------------- |
| 5.º | Unión (SF)                         |
| 6.º | Deportivo Morón                    |

| Pos  | Descendidos de la Primera División 1968 |
| ---- | --------------------------------------- |
| 7.º  | Ferro Carril Oeste                      |
| 10.º | Tigre                                   |

## Equipos
| Equipo                 | Ciudad          |
| ---------------------- | --------------- |
| All Boys               | Buenos Aires    |
| Almagro                | José Ingenieros |
| Almirante Brown        | San Justo       |
| Argentino de Quilmes   | Quilmes         |
| Arsenal FC             | Sarandí         |
| Defensores de Belgrano | Buenos Aires    |
| Deportivo Español      | Buenos Aires    |
| Dock Sud               | Dock Sud        |
| El Porvenir            | Gerli           |
| Estudiantes            | Caseros         |
| Excursionistas         | Buenos Aires    |
| Ferro Carril Oeste     | Buenos Aires    |
| Liniers                | San Justo       |
| Nueva Chicago          | Buenos Aires    |
| San Telmo              | Dock Sud        |
| Temperley              | Turdera         |
| Tigre                  | Victoria        |

### Distribución geográfica de los equipos
| Región                 | Cant. | Equipos |
| ---------------------- | ----- | --- |
| Conurbano bonaerense   | 11    | Almagro, Almirante Brown, Argentino de Quilmes, Arsenal, Dock Sud, El Porvenir, Estudiantes, Liniers, San Telmo, Temperley y Tigre |
| Ciudad de Buenos Aires | 6     | All Boys, Defensores de Belgrano, Deportivo Español, Excursionistas, Ferro Carril Oeste y Nueva Chicago                            |

## Formato

### Primera etapa
Los 17 clubes se enfrentaron entre sí a una sola rueda por el sistema de todos contra todos. Luego de la disputa de la etapa, los ubicados en los primeros nueve puestos clasificaron a la Etapa campeonato y los 8 restantes a la Etapa descenso.

### Etapa campeonato

#### Primera fase
Los mejores nueve equipos de la Primera etapa se enfrentaron entre sí a dos ruedas por el sistema de todos contra todos. El ganador se consagró campeón, mientras que tanto el campeón como el subcampeón clasificaron al Torneo Reclasificación de Primera División.

#### Segunda fase
En la segunda fase o Torneo Reclasificación de Primera División, ambos equipos se sumaron a los dos peores de la temporada de Primera División en enfrentamientos a una rueda por el sistema de todos contra todos. El equipo ubicado en primer lugar clasificó a la Primera División, mientras que los otros tres lo hicieron a la Primera B 1970.

### Etapa descenso

#### Primera fase
En la primera fase, los peores ocho equipos de la Primera etapa se enfrentaron entre sí a dos ruedas por el sistema de todos contra todos. Los ubicados en los primeros cuatro lugares una vez terminada la disputa mantuvieron la categoría, mientras que los peores cuatro debieron disputar la Segunda fase.

#### Segunda fase
En la segunda fas o Torneo Reclasificación de Primera B, los cuatro equipos provenientes de la Primera se enfrentaron a tres provenientes de la Primera C a una rueda por el sistema de todos contra todos. Los mejores dos clasificaron a la Primera B, mientras que los peores cinco lo hicieron a la Primera C.

## Primera etapa

### Tabla de posiciones final
| Pos. | Equipo                 | Pts. | PJ | PG | PE | PP | GF | GC | Dif. |
| ---- | ---------------------- | ---- | -- | -- | -- | -- | -- | -- | ---- |
| 1.º  | San Telmo              | 25   | 16 | 10 | 5  | 1  | 32 | 17 | 15   |
| 2.º  | Ferro Carril Oeste     | 20   | 16 | 7  | 6  | 3  | 32 | 21 | 11   |
| 3.º  | Excursionistas         | 19   | 16 | 7  | 5  | 4  | 31 | 22 | 9    |
| 4.º  | Deportivo Español      | 19   | 16 | 7  | 5  | 4  | 27 | 21 | 6    |
| 5.º  | Temperley              | 19   | 16 | 7  | 5  | 4  | 22 | 17 | 5    |
| 6.º  | Arsenal FC             | 19   | 16 | 7  | 5  | 4  | 19 | 12 | 7    |
| 7.º  | Estudiantes            | 17   | 16 | 5  | 7  | 4  | 26 | 20 | 6    |
| 8.º  | Defensores de Belgrano | 17   | 16 | 6  | 5  | 5  | 25 | 21 | 4    |
| 9.º  | Nueva Chicago          | 17   | 16 | 7  | 3  | 6  | 24 | 21 | 3    |
| 10.º | Almirante Brown        | 16   | 16 | 5  | 6  | 5  | 23 | 15 | 8    |
| 11.º | Almagro                | 15   | 16 | 6  | 3  | 7  | 25 | 26 | −1   |
| 12.º | Tigre                  | 15   | 16 | 4  | 7  | 5  | 18 | 18 | 0    |
| 13.º | All Boys               | 15   | 16 | 5  | 5  | 6  | 15 | 19 | −4   |
| 14.º | Argentino de Quilmes   | 12   | 16 | 4  | 4  | 8  | 19 | 31 | −12  |
| 15.º | Liniers                | 10   | 16 | 4  | 2  | 10 | 24 | 41 | −17  |
| 16.º | Dock Sud               | 9    | 16 | 2  | 5  | 9  | 15 | 38 | −23  |
| 17.º | El Porvenir            | 8    | 16 | 3  | 2  | 11 | 14 | 31 | −17  |

|  | Clasificó a la Etapa campeonato. |
|  | Clasificó a la Etapa descenso.   |

## Resultados
La Primera Etapa se jugó a una sola rueda de partidos.
Primera Rueda
| Fecha 1                   | Fecha 1   | Fecha 1                | Fecha 1              | Fecha 1    | Fecha 1 |
| Local                     | Resultado | Visitante              | Estadio              | Fecha      |         |
| ------------------------- | --------- | ---------------------- | -------------------- | ---------- | ------- |
| Tigre                     | 1 - 1     | Almagro                | Tigre                | 1 de marzo |         |
| Deportivo Español         | 2 - 5     | Liniers                | Atlanta              | 1 de marzo |         |
| Argentino de Quilmes      | 2 - 1     | El Porvenir            | Argentino de Quilmes | 1 de marzo |         |
| Arsenal                   | 5 - 0     | Sportivo Dock Sud      | Arsenal              | 1 de marzo |         |
| Temperley                 | 0 - 0     | San Telmo              | Temperley            | 1 de marzo |         |
| Nueva Chicago             | 4 - 1     | Excursionistas         | Nueva Chicago        | 1 de marzo |         |
| Estudiantes (BA)          | 3 - 3     | Defensores de Belgrano | Estudiantes (BA)     | 1 de marzo |         |
| All Boys                  | 2 - 0     | Almirante Brown        | Platense             | 1 de marzo |         |
| Libre: Ferro Carril Oeste |           |                        |                      |            |         |

| Fecha 2                | Fecha 2   | Fecha 2              | Fecha 2                | Fecha 2    | Fecha 2 |
| Local                  | Resultado | Visitante            | Estadio                | Fecha      |         |
| ---------------------- | --------- | -------------------- | ---------------------- | ---------- | ------- |
| Almirante Brown        | 1 - 1     | Estudiantes (BA)     | Temperley              | 8 de marzo |         |
| Defensores de Belgrano | 1 - 3     | Nueva Chicago        | Defensores de Belgrano | 8 de marzo |         |
| Excursionistas         | 2 - 0     | Temperley            | Platense               | 8 de marzo |         |
| San Telmo              | 1 - 1     | Arsenal              | San Telmo              | 8 de marzo |         |
| Sportivo Dock Sud      | 1 - 3     | Argentino de Quilmes | Arsenal                | 8 de marzo |         |
| El Porvenir            | 1 - 0     | Deportivo Español    | Talleres (RdE)         | 8 de marzo |         |
| Liniers                | 1 - 4     | Tigre                | Nueva Chicago          | 8 de marzo |         |
| Almagro                | 3 - 1     | Ferro Carril Oeste   | Almagro                | 8 de marzo |         |
| Libre: All Boys        |           |                      |                        |            |         |

| Fecha 3              | Fecha 3   | Fecha 3                | Fecha 3              | Fecha 3     | Fecha 3 |
| Local                | Resultado | Visitante              | Estadio              | Fecha       |         |
| -------------------- | --------- | ---------------------- | -------------------- | ----------- | ------- |
| Estudiantes (BA)     | 0 - 0     | All Boys               | Estudiantes (BA)     | 15 de marzo |         |
| Ferro Carril Oeste   | 1 - 1     | Liniers                | Ferro Carril Oeste   | 15 de marzo |         |
| Tigre                | 2 - 0     | El Porvenir            | Tigre                | 15 de marzo |         |
| Deportivo Español    | 2 - 2     | Sportivo Dock Sud      | Atlanta              | 15 de marzo |         |
| Arsenal              | 2 - 0     | Excursionistas         | Arsenal              | 15 de marzo |         |
| Nueva Chicago        | 0 - 0     | Almirante Brown        | Nueva Chicago        | 15 de marzo |         |
| Temperley            | 1 - 1     | Defensores de Belgrano | Temperley            | 15 de marzo |         |
| Argentino de Quilmes | 1 - 2     | San Telmo              | Argentino de Quilmes | 15 de marzo |         |
| Libre: Almagro       |           |                        |                      |             |         |

| Fecha 4                 | Fecha 4   | Fecha 4              | Fecha 4                | Fecha 4     | Fecha 4 |
| Local                   | Resultado | Visitante            | Estadio                | Fecha       |         |
| ----------------------- | --------- | -------------------- | ---------------------- | ----------- | ------- |
| Almirante Brown         | 0 - 1     | Temperley            | Almagro                | 22 de marzo |         |
| Defensores de Belgrano  | 2 - 2     | Arsenal              | Defensores de Belgrano | 22 de marzo |         |
| Excursionistas          | 7 - 2     | Argentino de Quilmes | Platense               | 22 de marzo |         |
| San Telmo               | 2 - 2     | Deportivo Español    | San Telmo              | 22 de marzo |         |
| Sportivo Dock Sud       | 1 - 1     | Tigre                | Arsenal                | 22 de marzo |         |
| El Porvenir             | 0 - 1     | Ferro Carril Oeste   | Talleres (RdE)         | 22 de marzo |         |
| Liniers                 | 0 - 3     | Almagro              | Nueva Chicago          | 22 de marzo |         |
| All Boys                | 1 - 0     | Nueva Chicago        | Ferro Carril Oeste     | 22 de marzo |         |
| Libre: Estudiantes (BA) |           |                      |                        |             |         |

| Fecha 5              | Fecha 5   | Fecha 5                | Fecha 5              | Fecha 5     | Fecha 5 |
| Local                | Resultado | Visitante              | Estadio              | Fecha       |         |
| -------------------- | --------- | ---------------------- | -------------------- | ----------- | ------- |
| Almagro              | 0 - 2     | El Porvenir            | Almagro              | 29 de marzo |         |
| Ferro Carril Oeste   | 2 - 2     | Sportivo Dock Sud      | Ferro Carril Oeste   | 29 de marzo |         |
| Tigre                | 1 - 2     | San Telmo              | Tigre                | 29 de marzo |         |
| Deportivo Español    | 0 - 1     | Excursionistas         | Atlanta              | 29 de marzo |         |
| Argentino de Quilmes | 1 - 0     | Defensores de Belgrano | Argentino de Quilmes | 29 de marzo |         |
| Arsenal              | 2 - 0     | Almirante Brown        | Arsenal              | 29 de marzo |         |
| Temperley            | 1 - 1     | All Boys               | Temperley            | 29 de marzo |         |
| Nueva Chicago        | 1 - 2     | Estudiantes (BA)       | Nueva Chicago        | 29 de marzo |         |
| Libre: Liniers       |           |                        |                      |             |         |

| Fecha 6                | Fecha 6   | Fecha 6              | Fecha 6                | Fecha 6    | Fecha 6 |
| Local                  | Resultado | Visitante            | Estadio                | Fecha      |         |
| ---------------------- | --------- | -------------------- | ---------------------- | ---------- | ------- |
| Estudiantes (BA)       | 1 - 1     | Temperley            | Estudiantes (BA)       | 5 de abril |         |
| All Boys               | 1 - 0     | Arsenal              | San Lorenzo            | 5 de abril |         |
| Almirante Brown        | 2 - 0     | Argentino de Quilmes | Nueva Chicago          | 5 de abril |         |
| Defensores de Belgrano | 0 - 2     | Deportivo Español    | Defensores de Belgrano | 5 de abril |         |
| Excursionistas         | 3 - 1     | Tigre                | Platense               | 5 de abril |         |
| San Telmo              | 2 - 2     | Ferro Carril Oeste   | San Telmo              | 5 de abril |         |
| Sportivo Dock Sud      | 2 - 1     | Almagro              | Arsenal                | 5 de abril |         |
| El Porvenir            | 0 - 2     | Liniers              | Talleres (RdE)         | 5 de abril |         |
| Libre: Nueva Chicago   |           |                      |                        |            |         |

| Fecha 7              | Fecha 7   | Fecha 7                | Fecha 7              | Fecha 7     | Fecha 7 |
| Local                | Resultado | Visitante              | Estadio              | Fecha       |         |
| -------------------- | --------- | ---------------------- | -------------------- | ----------- | ------- |
| Liniers              | 4 - 1     | Sportivo Dock Sud      | Nueva Chicago        | 12 de abril |         |
| Almagro              | 0 - 3     | San Telmo              | Almagro              | 12 de abril |         |
| Ferro Carril Oeste   | 3 - 3     | Excursionistas         | Ferro Carril Oeste   | 12 de abril |         |
| Tigre                | 1 - 1     | Defensores de Belgrano | Tigre                | 12 de abril |         |
| Deportivo Español    | 1 - 1     | Almirante Brown        | ACIR                 | 12 de abril |         |
| Argentino de Quilmes | 0 - 0     | All Boys               | Argentino de Quilmes | 12 de abril |         |
| Arsenal              | 1 - 0     | Estudiantes (BA)       | Arsenal              | 12 de abril |         |
| Temperley            | 3 - 1     | Nueva Chicago          | Temperley            | 12 de abril |         |
| Libre: El Porvenir   |           |                        |                      |             |         |

| Fecha 8                | Fecha 8   | Fecha 8              | Fecha 8                | Fecha 8     | Fecha 8 |
| Local                  | Resultado | Visitante            | Estadio                | Fecha       |         |
| ---------------------- | --------- | -------------------- | ---------------------- | ----------- | ------- |
| All Boys               | 0 - 1     | Deportivo Español    | All Boys               | 19 de abril |         |
| Nueva Chicago          | 0 - 1     | Arsenal              | Nueva Chicago          | 26 de abril |         |
| Estudiantes (BA)       | 1 - 2     | Argentino de Quilmes | Estudiantes (BA)       | 26 de abril |         |
| Defensores de Belgrano | 1 - 0     | Ferro Carril Oeste   | Defensores de Belgrano | 26 de abril |         |
| Excursionistas         | 4 - 2     | Almagro              | Excursionistas         | 26 de abril |         |
| San Telmo              | 2 - 1     | Liniers              | San Telmo              | 26 de abril |         |
| Sportivo Dock Sud      | 3 - 2     | El Porvenir          | Arsenal                | 26 de abril |         |
| Almirante Brown        | 1 - 1     | Tigre                | Nueva Chicago          | 27 de abril |         |
| Libre: Temperley       |           |                      |                        |             |         |

| Fecha 9                  | Fecha 9   | Fecha 9                | Fecha 9              | Fecha 9   | Fecha 9 |
| Local                    | Resultado | Visitante              | Estadio              | Fecha     |         |
| ------------------------ | --------- | ---------------------- | -------------------- | --------- | ------- |
| El Porvenir              | 0 - 3     | San Telmo              | Talleres (RdE)       | 3 de mayo |         |
| Liniers                  | 0 - 0     | Excursionistas         | Nueva Chicago        | 3 de mayo |         |
| Almagro                  | 2 - 1     | Defensores de Belgrano | Almagro              | 3 de mayo |         |
| Ferro Carril Oeste       | 2 - 0     | Almirante Brown        | Ferro Carril Oeste   | 3 de mayo |         |
| Tigre                    | 2 - 1     | All Boys               | Tigre                | 3 de mayo |         |
| Deportivo Español        | 0 - 1     | Estudiantes (BA)       | ACIR                 | 3 de mayo |         |
| Argentino de Quilmes     | 1 - 1     | Nueva Chicago          | Argentino de Quilmes | 3 de mayo |         |
| Arsenal                  | 1 - 1     | Temperley              | Arsenal              | 3 de mayo |         |
| Libre: Sportivo Dock Sud |           |                        |                      |           |         |

| Fecha 10               | Fecha 10  | Fecha 10             | Fecha 10               | Fecha 10   | Fecha 10 |
| Local                  | Resultado | Visitante            | Estadio                | Fecha      |          |
| ---------------------- | --------- | -------------------- | ---------------------- | ---------- | -------- |
| Temperley              | 2 - 0     | Argentino de Quilmes | Temperley              | 10 de mayo |          |
| Nueva Chicago          | 0 - 2     | Deportivo Español    | Nueva Chicago          | 10 de mayo |          |
| Estudiantes (BA)       | 1 - 0     | Tigre                | Estudiantes (BA)       | 10 de mayo |          |
| All Boys               | 1 - 5     | Ferro Carril Oeste   | Vélez Sarsfield        | 10 de mayo |          |
| Almirante Brown        | 2 - 0     | Almagro              | Arsenal                | 10 de mayo |          |
| Defensores de Belgrano | 1 - 0     | Liniers              | Defensores de Belgrano | 10 de mayo |          |
| Excursionistas         | 5 - 1     | El Porvenir          | Excursionistas         | 10 de mayo |          |
| San Telmo              | 2 - 0     | Sportivo Dock Sud    | San Telmo              | 10 de mayo |          |
| Libre: Arsenal         |           |                      |                        |            |          |

| Fecha 11             | Fecha 11  | Fecha 11               | Fecha 11             | Fecha 11   | Fecha 11 |
| Local                | Resultado | Visitante              | Estadio              | Fecha      |          |
| -------------------- | --------- | ---------------------- | -------------------- | ---------- | -------- |
| El Porvenir          | 2 - 5     | Defensores de Belgrano | Talleres (RdE)       | 17 de mayo |          |
| Tigre                | 2 - 2     | Nueva Chicago          | Tigre                | 17 de mayo |          |
| Deportivo Español    | 3 - 2     | Temperley              | ACIR                 | 17 de mayo |          |
| Sportivo Dock Sud    | 1 - 1     | Excursionistas         | Arsenal              | 24 de mayo |          |
| Liniers              | 0 - 7     | Almirante Brown        | Nueva Chicago        | 24 de mayo |          |
| Almagro              | 0 - 0     | All Boys               | Almagro              | 24 de mayo |          |
| Ferro Carril Oeste   | 4 - 1     | Estudiantes (BA)       | Ferro Carril Oeste   | 24 de mayo |          |
| Argentino de Quilmes | 0 - 2     | Arsenal                | Argentino de Quilmes | 24 de mayo |          |
| Libre: San Telmo     |           |                        |                      |            |          |

| Fecha 12                    | Fecha 12  | Fecha 12           | Fecha 12               | Fecha 12   | Fecha 12 |
| Local                       | Resultado | Visitante          | Estadio                | Fecha      |          |
| --------------------------- | --------- | ------------------ | ---------------------- | ---------- | -------- |
| Arsenal                     | 0 - 2     | Deportivo Español  | Arsenal                | 31 de mayo |          |
| Temperley                   | 2 - 0     | Tigre              | Temperley              | 31 de mayo |          |
| Nueva Chicago               | 2 - 3     | Ferro Carril Oeste | Nueva Chicago          | 31 de mayo |          |
| Estudiantes (BA)            | 1 - 1     | Almagro            | Estudiantes (BA)       | 31 de mayo |          |
| Defensores de Belgrano      | 2 - 0     | Sportivo Dock Sud  | Defensores de Belgrano | 31 de mayo |          |
| Excursionistas              | 1 - 1     | San Telmo          | Excursionistas         | 31 de mayo |          |
| All Boys                    | 5 - 3     | Liniers            | Ferro Carril Oeste     | 1 de junio |          |
| Almirante Brown             | 3 - 0     | El Porvenir        | Almagro                | 1 de junio |          |
| Libre: Argentino de Quilmes |           |                    |                        |            |          |

| Fecha 13              | Fecha 13  | Fecha 13               | Fecha 13           | Fecha 13   | Fecha 13 |
| Local                 | Resultado | Visitante              | Estadio            | Fecha      |          |
| --------------------- | --------- | ---------------------- | ------------------ | ---------- | -------- |
| San Telmo             | 3 - 2     | Defensores de Belgrano | San Telmo          | 7 de junio |          |
| Sportivo Dock Sud     | 1 - 1     | Almirante Brown        | Arsenal            | 7 de junio |          |
| El Porvenir           | 1 - 1     | All Boys               | Talleres (RdE)     | 7 de junio |          |
| Liniers               | 1 - 4     | Estudiantes (BA)       | Nueva Chicago      | 7 de junio |          |
| Almagro               | 1 - 2     | Nueva Chicago          | Almagro            | 7 de junio |          |
| Ferro Carril Oeste    | 2 - 0     | Temperley              | Ferro Carril Oeste | 7 de junio |          |
| Tigre                 | 0 - 0     | Arsenal                | Tigre              | 7 de junio |          |
| Deportivo Español     | 1 - 1     | Argentino de Quilmes   | ACIR               | 7 de junio |          |
| Libre: Excursionistas |           |                        |                    |            |          |

| Fecha 14                 | Fecha 14  | Fecha 14           | Fecha 14               | Fecha 14    | Fecha 14 |
| Local                    | Resultado | Visitante          | Estadio                | Fecha       |          |
| ------------------------ | --------- | ------------------ | ---------------------- | ----------- | -------- |
| Arsenal                  | 0 - 0     | Ferro Carril Oeste | Arsenal                | 14 de junio |          |
| Temperley                | 0 - 3     | Almagro            | Temperley              | 14 de junio |          |
| Nueva Chicago            | 3 - 1     | Liniers            | Nueva Chicago          | 14 de junio |          |
| Estudiantes (BA)         | 1 - 1     | El Porvenir        | Estudiantes (BA)       | 14 de junio |          |
| Almirante Brown          | 2 - 3     | San Telmo          | Almirante Brown        | 14 de junio |          |
| Defensores de Belgrano   | 2 - 0     | Excursionistas     | Defensores de Belgrano | 14 de junio |          |
| Argentino de Quilmes     | 1 - 1     | Tigre              | Argentino de Quilmes   | 17 de junio |          |
| All Boys                 | 1 - 0     | Sportivo Dock Sud  | Almagro                | 18 de junio |          |
| Libre: Deportivo Español |           |                    |                        |             |          |

| Fecha 15                      | Fecha 15  | Fecha 15             | Fecha 15               | Fecha 15    | Fecha 15 |
| Local                         | Resultado | Visitante            | Estadio                | Fecha       |          |
| ----------------------------- | --------- | -------------------- | ---------------------- | ----------- | -------- |
| Excursionistas                | 0 - 2     | Almirante Brown      | Excursionistas         | 21 de junio |          |
| Tigre                         | 0 - 1     | Deportivo Español    | Defensores de Belgrano | 21 de junio |          |
| Ferro Carril Oeste            | 3 - 1     | Argentino de Quilmes | Ferro Carril Oeste     | 21 de junio |          |
| Almagro                       | 2 - 0     | Arsenal              | Almagro                | 21 de junio |          |
| Liniers                       | 1 - 4     | Temperley            | Nueva Chicago          | 21 de junio |          |
| El Porvenir                   | 0 - 1     | Nueva Chicago        | Talleres (RdE)         | 21 de junio |          |
| Sportivo Dock Sud             | 1 - 8     | Estudiantes (BA)     | Arsenal                | 21 de junio |          |
| San Telmo                     | 1 - 0     | All Boys             | San Telmo              | 21 de junio |          |
| Libre: Defensores de Belgrano |           |                      |                        |             |          |

| Fecha 16             | Fecha 16  | Fecha 16               | Fecha 16             | Fecha 16    | Fecha 16 |
| Local                | Resultado | Visitante              | Estadio              | Fecha       |          |
| -------------------- | --------- | ---------------------- | -------------------- | ----------- | -------- |
| Temperley            | 2 - 1     | El Porvenir            | Temperley            | 28 de junio |          |
| Nueva Chicago        | 1 - 0     | Sportivo Dock Sud      | Nueva Chicago        | 28 de junio |          |
| Deportivo Español    | 3 - 3     | Ferro Carril Oeste     | ACIR                 | 28 de junio |          |
| Almirante Brown      | 1 - 1     | Defensores de Belgrano | Almirante Brown      | 28 de junio |          |
| Arsenal              | 2 - 1     | Liniers                | Arsenal              | 5 de julio  |          |
| All Boys             | 1 - 3     | Excursionistas         | Nueva Chicago        | 5 de julio  |          |
| Argentino de Quilmes | 2 - 4     | Almagro                | Argentino de Quilmes | 9 de julio  |          |
| Estudiantes (BA)     | 1 - 3     | San Telmo              | Almagro              | 9 de julio  |          |
| Libre: Tigre         |           |                        |                      |             |          |

| Fecha 17               | Fecha 17  | Fecha 17             | Fecha 17               | Fecha 17    | Fecha 17 |
| Local                  | Resultado | Visitante            | Estadio                | Fecha       |          |
| ---------------------- | --------- | -------------------- | ---------------------- | ----------- | -------- |
| Defensores de Belgrano | 2 - 0     | All Boys             | Defensores de Belgrano | 12 de julio |          |
| Excursionistas         | 0 - 0     | Estudiantes (BA)     | Excursionistas         | 12 de julio |          |
| San Telmo              | 2 - 3     | Nueva Chicago        | San Telmo              | 12 de julio |          |
| Sportivo Dock Sud      | 0 - 2     | Temperley            | Sportivo Dock Sud      | 12 de julio |          |
| El Porvenir            | 2 - 0     | Arsenal              | Talleres (RdE)         | 12 de julio |          |
| Liniers                | 3 - 2     | Argentino de Quilmes | Nueva Chicago          | 12 de julio |          |
| Almagro                | 2 - 5     | Deportivo Español    | Almagro                | 12 de julio |          |
| Ferro Carril Oeste     | 0 - 1     | Tigre                | Ferro Carril Oeste     | 12 de julio |          |
| Libre: Almirante Brown |           |                      |                        |             |          |

| 1. 2. |

## Etapa campeonato

### Primera fase

#### Tabla de posiciones final
| Pos. | Equipo                 | Pts. | PJ | PG | PE | PP | GF | GC | Dif. |
| ---- | ---------------------- | ---- | -- | -- | -- | -- | -- | -- | ---- |
| 1.º  | Ferro Carril Oeste     | 24   | 16 | 9  | 6  | 1  | 28 | 14 | 14   |
| 2.º  | San Telmo              | 22   | 16 | 9  | 4  | 3  | 29 | 18 | 11   |
| 3.º  | Arsenal FC             | 21   | 16 | 7  | 7  | 2  | 29 | 24 | 5    |
| 4.º  | Defensores de Belgrano | 15   | 16 | 4  | 7  | 5  | 27 | 25 | 2    |
| 5.º  | Deportivo Español      | 15   | 16 | 4  | 7  | 5  | 19 | 19 | 0    |
| 6.º  | Excursionistas         | 14   | 16 | 5  | 4  | 7  | 20 | 22 | −2   |
| 7.º  | Nueva Chicago          | 14   | 16 | 5  | 4  | 7  | 24 | 28 | −4   |
| 8.º  | Temperley              | 11   | 16 | 3  | 5  | 8  | 21 | 27 | −6   |
| 9.º  | Estudiantes            | 8    | 16 | 2  | 4  | 10 | 15 | 35 | −20  |

|  | Se consagró campeón y clasificó al Torneo de reclasificación de Primera División. |
|  | Clasificó al Torneo de reclasificación de Primera División.                       |

## Resultados
Primera Rueda
| Fecha 1                | Fecha 1   | Fecha 1          | Fecha 1                | Fecha 1     | Fecha 1 |
| Local                  | Resultado | Visitante        | Estadio                | Fecha       |         |
| ---------------------- | --------- | ---------------- | ---------------------- | ----------- | ------- |
| Arsenal                | 0 - 0     | Excursionistas   | Arsenal                | 19 de julio |         |
| Ferro Carril Oeste     | 2 - 1     | Temperley        | Ferro Carril Oeste     | 19 de julio |         |
| Defensores de Belgrano | 2 - 3     | San Telmo        | Defensores de Belgrano | 19 de julio |         |
| Deportivo Español      | 1 - 0     | Estudiantes (BA) | ACIR                   | 19 de julio |         |
| Libre: Nueva Chicago   |           |                  |                        |             |         |

| Fecha 2                  | Fecha 2   | Fecha 2                | Fecha 2          | Fecha 2     | Fecha 2 |
| Local                    | Resultado | Visitante              | Estadio          | Fecha       |         |
| ------------------------ | --------- | ---------------------- | ---------------- | ----------- | ------- |
| Estudiantes (BA)         | 1 - 1     | Defensores de Belgrano | Estudiantes (BA) | 26 de julio |         |
| San Telmo                | 1 - 0     | Ferro Carril Oeste     | San Telmo        | 26 de julio |         |
| Temperley                | 2 - 2     | Arsenal                | Temperley        | 26 de julio |         |
| Excursionistas           | 4 - 2     | Nueva Chicago          | Excursionistas   | 26 de julio |         |
| Libre: Deportivo Español |           |                        |                  |             |         |

| Fecha 3                | Fecha 3   | Fecha 3           | Fecha 3                | Fecha 3     | Fecha 3 |
| Local                  | Resultado | Visitante         | Estadio                | Fecha       |         |
| ---------------------- | --------- | ----------------- | ---------------------- | ----------- | ------- |
| Nueva Chicago          | 2 - 0     | Temperley         | Nueva Chicago          | 2 de agosto |         |
| Arsenal                | 2 - 2     | San Telmo         | Arsenal                | 2 de agosto |         |
| Ferro Carril Oeste     | 2 - 0     | Estudiantes (BA)  | Ferro Carril Oeste     | 2 de agosto |         |
| Defensores de Belgrano | 0 - 0     | Deportivo Español | Defensores de Belgrano | 2 de agosto |         |
| Libre: Excursionistas  |           |                   |                        |             |         |

| Fecha 4                       | Fecha 4   | Fecha 4            | Fecha 4          | Fecha 4     | Fecha 4 |
| Local                         | Resultado | Visitante          | Estadio          | Fecha       |         |
| ----------------------------- | --------- | ------------------ | ---------------- | ----------- | ------- |
| Deportivo Español             | 1 - 1     | Ferro Carril Oeste | ACIR             | 9 de agosto |         |
| Estudiantes (BA)              | 1 - 1     | Arsenal            | Estudiantes (BA) | 9 de agosto |         |
| San Telmo                     | 1 - 0     | Nueva Chicago      | San Telmo        | 9 de agosto |         |
| Temperley                     | 1 - 3     | Excursionistas     | Temperley        | 9 de agosto |         |
| Libre: Defensores de Belgrano |           |                    |                  |             |         |

| Fecha 5            | Fecha 5   | Fecha 5                | Fecha 5            | Fecha 5      | Fecha 5 |
| Local              | Resultado | Visitante              | Estadio            | Fecha        |         |
| ------------------ | --------- | ---------------------- | ------------------ | ------------ | ------- |
| Excursionistas     | 4 - 2     | San Telmo              | Excursionistas     | 16 de agosto |         |
| Nueva Chicago      | 1 - 0     | Estudiantes (BA)       | Nueva Chicago      | 16 de agosto |         |
| Arsenal            | 2 - 1     | Deportivo Español      | Arsenal            | 16 de agosto |         |
| Ferro Carril Oeste | 1 - 0     | Defensores de Belgrano | Ferro Carril Oeste | 16 de agosto |         |
| Libre: Temperley   |           |                        |                    |              |         |

| Fecha 6                   | Fecha 6   | Fecha 6        | Fecha 6                | Fecha 6      | Fecha 6 |
| Local                     | Resultado | Visitante      | Estadio                | Fecha        |         |
| ------------------------- | --------- | -------------- | ---------------------- | ------------ | ------- |
| Defensores de Belgrano    | 6 - 2     | Arsenal        | Defensores de Belgrano | 23 de agosto |         |
| Deportivo Español         | 1 - 1     | Nueva Chicago  | ACIR                   | 23 de agosto |         |
| Estudiantes (BA)          | 2 - 0     | Excursionistas | Almagro                | 23 de agosto |         |
| San Telmo                 | 4 - 0     | Temperley      | San Telmo              | 23 de agosto |         |
| Libre: Ferro Carril Oeste |           |                |                        |              |         |

| Fecha 7          | Fecha 7   | Fecha 7                | Fecha 7        | Fecha 7      | Fecha 7 |
| Local            | Resultado | Visitante              | Estadio        | Fecha        |         |
| ---------------- | --------- | ---------------------- | -------------- | ------------ | ------- |
| Temperley        | 1 - 1     | Estudiantes (BA)       | Temperley      | 30 de agosto |         |
| Excursionistas   | 0 - 2     | Deportivo Español      | Excursionistas | 30 de agosto |         |
| Nueva Chicago    | 2 - 2     | Defensores de Belgrano | Nueva Chicago  | 30 de agosto |         |
| Arsenal          | 1 - 2     | Ferro Carril Oeste     | Arsenal        | 30 de agosto |         |
| Libre: San Telmo |           |                        |                |              |         |

| Fecha 8                | Fecha 8   | Fecha 8        | Fecha 8                | Fecha 8         | Fecha 8 |
| Local                  | Resultado | Visitante      | Estadio                | Fecha           |         |
| ---------------------- | --------- | -------------- | ---------------------- | --------------- | ------- |
| Ferro Carril Oeste     | 3 - 1     | Nueva Chicago  | Ferro Carril Oeste     | 6 de septiembre |         |
| Defensores de Belgrano | 0 - 0     | Excursionistas | Defensores de Belgrano | 6 de septiembre |         |
| Deportivo Español      | 1 - 1     | Temperley      | ACIR                   | 6 de septiembre |         |
| Estudiantes (BA)       | 0 - 3     | San Telmo      | Almagro                | 6 de septiembre |         |
| Libre: Arsenal         |           |                |                        |                 |         |

| Fecha 9                 | Fecha 9   | Fecha 9                | Fecha 9        | Fecha 9          | Fecha 9 |
| Local                   | Resultado | Visitante              | Estadio        | Fecha            |         |
| ----------------------- | --------- | ---------------------- | -------------- | ---------------- | ------- |
| San Telmo               | 0 - 0     | Deportivo Español      | San Telmo      | 13 de septiembre |         |
| Temperley               | 5 - 1     | Defensores de Belgrano | Temperley      | 13 de septiembre |         |
| Excursionistas          | 1 - 1     | Ferro Carril Oeste     | Excursionistas | 13 de septiembre |         |
| Nueva Chicago           | 1 - 2     | Arsenal                | Nueva Chicago  | 13 de septiembre |         |
| Libre: Estudiantes (BA) |           |                        |                |                  |         |

Segunda Rueda
| Fecha 10             | Fecha 10  | Fecha 10               | Fecha 10         | Fecha 10         | Fecha 10 |
| Local                | Resultado | Visitante              | Estadio          | Fecha            |          |
| -------------------- | --------- | ---------------------- | ---------------- | ---------------- | -------- |
| Excursionistas       | 0 - 1     | Arsenal                | Excursionistas   | 20 de septiembre |          |
| Temperley            | 0 - 2     | Ferro Carril Oeste     | Temperley        | 20 de septiembre |          |
| San Telmo            | 2 - 0     | Defensores de Belgrano | San Telmo        | 20 de septiembre |          |
| Estudiantes (BA)     | 1 - 1     | Deportivo Español      | Estudiantes (BA) | 20 de septiembre |          |
| Libre: Nueva Chicago |           |                        |                  |                  |          |

| Fecha 11                 | Fecha 11  | Fecha 11         | Fecha 11               | Fecha 11         | Fecha 11 |
| Local                    | Resultado | Visitante        | Estadio                | Fecha            |          |
| ------------------------ | --------- | ---------------- | ---------------------- | ---------------- | -------- |
| Defensores de Belgrano   | 7 - 1     | Estudiantes (BA) | Defensores de Belgrano | 27 de septiembre |          |
| Ferro Carril Oeste       | 3 - 1     | San Telmo        | Ferro Carril Oeste     | 27 de septiembre |          |
| Arsenal                  | 1 - 0     | Temperley        | Arsenal                | 27 de septiembre |          |
| Nueva Chicago            | 2 - 0     | Excursionistas   | Nueva Chicago          | 27 de septiembre |          |
| Libre: Deportivo Español |           |                  |                        |                  |          |

| Fecha 12              | Fecha 12  | Fecha 12               | Fecha 12         | Fecha 12     | Fecha 12 |
| Local                 | Resultado | Visitante              | Estadio          | Fecha        |          |
| --------------------- | --------- | ---------------------- | ---------------- | ------------ | -------- |
| Temperley             | 0 - 1     | Nueva Chicago          | Temperley        | 4 de octubre |          |
| San Telmo             | 1 - 1     | Arsenal                | San Telmo        | 4 de octubre |          |
| Estudiantes (BA)      | 1 - 3     | Ferro Carril Oeste     | Estudiantes (BA) | 4 de octubre |          |
| Deportivo Español     | 0 - 1     | Defensores de Belgrano | Platense         | 4 de octubre |          |
| Libre: Excursionistas |           |                        |                  |              |          |

| Fecha 13                      | Fecha 13  | Fecha 13          | Fecha 13           | Fecha 13      | Fecha 13 |
| Local                         | Resultado | Visitante         | Estadio            | Fecha         |          |
| ----------------------------- | --------- | ----------------- | ------------------ | ------------- | -------- |
| Ferro Carril Oeste            | 3 - 1     | Deportivo Español | Ferro Carril Oeste | 11 de octubre |          |
| Arsenal                       | 3 - 1     | Estudiantes (BA)  | Arsenal            | 11 de octubre |          |
| Nueva Chicago                 | 1 - 3     | San Telmo         | Nueva Chicago      | 11 de octubre |          |
| Excursionistas                | 1 - 0     | Temperley         | Excursionistas     | 11 de octubre |          |
| Libre: Defensores de Belgrano |           |                   |                    |               |          |

| Fecha 14               | Fecha 14  | Fecha 14           | Fecha 14               | Fecha 14      | Fecha 14 |
| Local                  | Resultado | Visitante          | Estadio                | Fecha         |          |
| ---------------------- | --------- | ------------------ | ---------------------- | ------------- | -------- |
| San Telmo              | 2 - 0     | Excursionistas     | San Telmo              | 18 de octubre |          |
| Estudiantes (BA)       | 2 - 4     | Nueva Chicago      | Estudiantes (BA)       | 18 de octubre |          |
| Deportivo Español      | 2 - 3     | Arsenal            | ACIR                   | 18 de octubre |          |
| Defensores de Belgrano | 0 - 0     | Ferro Carril Oeste | Defensores de Belgrano | 18 de octubre |          |
| Libre: Temperley       |           |                    |                        |               |          |

| Fecha 15                  | Fecha 15  | Fecha 15               | Fecha 15       | Fecha 15      | Fecha 15 |
| Local                     | Resultado | Visitante              | Estadio        | Fecha         |          |
| ------------------------- | --------- | ---------------------- | -------------- | ------------- | -------- |
| Arsenal                   | 1 - 1     | Defensores de Belgrano | Arsenal        | 25 de octubre |          |
| Nueva Chicago             | 1 - 1     | Deportivo Español      | Nueva Chicago  | 25 de octubre |          |
| Excursionistas            | 1 - 2     | Estudiantes (BA)       | Excursionistas | 25 de octubre |          |
| Temperley                 | 1 - 1     | San Telmo              | Temperley      | 25 de octubre |          |
| Libre: Ferro Carril Oeste |           |                        |                |               |          |

| Fecha 16               | Fecha 16  | Fecha 16       | Fecha 16           | Fecha 16       | Fecha 16 |
| Local                  | Resultado | Visitante      | Estadio            | Fecha          |          |
| ---------------------- | --------- | -------------- | ------------------ | -------------- | -------- |
| Estudiantes (BA)       | 1 - 4     | Temperley      | Estudiantes (BA)   | 1 de noviembre |          |
| Deportivo Español      | 2 - 1     | Excursionistas | ACIR               | 1 de noviembre |          |
| Defensores de Belgrano | 3 - 2     | Nueva Chicago  | All Boys           | 1 de noviembre |          |
| Ferro Carril Oeste     | 2 - 2     | Arsenal        | Ferro Carril Oeste | 1 de noviembre |          |
| Libre: San Telmo       |           |                |                    |                |          |

| Fecha 17       | Fecha 17  | Fecha 17               | Fecha 17       | Fecha 17       | Fecha 17 |
| Local          | Resultado | Visitante              | Estadio        | Fecha          |          |
| -------------- | --------- | ---------------------- | -------------- | -------------- | -------- |
| Nueva Chicago  | 1 - 1     | Ferro Carril Oeste     | Nueva Chicago  | 8 de noviembre |          |
| Excursionistas | 3 - 1     | Defensores de Belgrano | Excursionistas | 8 de noviembre |          |
| Temperley      | 3 - 2     | Deportivo Español      | Temperley      | 8 de noviembre |          |
| San Telmo      | 2 - 1     | Estudiantes (BA)       | San Telmo      | 8 de noviembre |          |
| Libre: Arsenal |           |                        |                |                |          |

| Fecha 18                | Fecha 18  | Fecha 18       | Fecha 18           | Fecha 18        | Fecha 18 |
| Local                   | Resultado | Visitante      | Estadio            | Fecha           |          |
| ----------------------- | --------- | -------------- | ------------------ | --------------- | -------- |
| Deportivo Español       | 3 - 1     | San Telmo      | ACIR               | 15 de noviembre |          |
| Defensores de Belgrano  | 2 - 2     | Temperley      | Platense           | 15 de noviembre |          |
| Ferro Carril Oeste      | 2 - 2     | Excursionistas | Ferro Carril Oeste | 15 de noviembre |          |
| Arsenal                 | 5 - 2     | Nueva Chicago  | Arsenal            | 15 de noviembre |          |
| Libre: Estudiantes (BA) |           |                |                    |                 |          |

### Torneo de Reclasificación de Primera División

#### Tabla de posiciones final
| Pos. | Equipo             | Pts. | PJ | PG | PE | PP | GF | GC | Dif. |
| ---- | ------------------ | ---- | -- | -- | -- | -- | -- | -- | ---- |
| 1.º  | Banfield           | 4    | 3  | 2  | 0  | 1  | 5  | 2  | 3    |
| 2.º  | Deportivo Morón    | 3    | 3  | 1  | 1  | 1  | 4  | 5  | −1   |
| 3.º  | Ferro Carril Oeste | 3    | 3  | 1  | 1  | 1  | 4  | 5  | −1   |
| 4.º  | San Telmo          | 2    | 3  | 1  | 0  | 2  | 4  | 5  | −1   |

|  | Permaneció en la Primera División. |
|  | Ascendió a la Primera División.    |
|  | Permaneció en la Segunda División. |
|  | Descendió a la Segunda División.   |

## Resultados
El Torneo de Reclasificación de Primera División se jugó a una sola rueda y en canchas neutrales.
| Fecha 1         | Fecha 1   | Fecha 1            | Fecha 1         | Fecha 1         | Fecha 1 |
|                 | Resultado |                    | Estadio         | Fecha           |         |
| --------------- | --------- | ------------------ | --------------- | --------------- | ------- |
| San Telmo       | 1 - 0     | Banfield           | Racing          | 13 de diciembre |         |
| Deportivo Morón | 1 - 1     | Ferro Carril Oeste | Vélez Sarsfield | 13 de diciembre |         |

| Fecha 2            | Fecha 2   | Fecha 2         | Fecha 2     | Fecha 2         | Fecha 2 |
|                    | Resultado |                 | Estadio     | Fecha           |         |
| ------------------ | --------- | --------------- | ----------- | --------------- | ------- |
| Banfield           | 3 - 1     | Deportivo Morón | Atlanta     | 18 de diciembre |         |
| Ferro Carril Oeste | 3 - 2     | San Telmo       | San Lorenzo | 18 de diciembre |         |

| Fecha 3         | Fecha 3   | Fecha 3            | Fecha 3 | Fecha 3         | Fecha 3 |
|                 | Resultado |                    | Estadio | Fecha           |         |
| --------------- | --------- | ------------------ | ------- | --------------- | ------- |
| Deportivo Morón | 2 - 1     | San Telmo          | Atlanta | 22 de diciembre |         |
| Banfield        | 2 - 0     | Ferro Carril Oeste | Racing  | 22 de diciembre |         |

## Etapa descenso

### Primera fase

#### Tabla de posiciones final
| Pos. | Equipo               | Pts. | PJ | PG | PE | PP | GF | GC | Dif. |
| ---- | -------------------- | ---- | -- | -- | -- | -- | -- | -- | ---- |
| 1.º  | Liniers              | 18   | 14 | 6  | 6  | 2  | 18 | 10 | 8    |
| 2.º  | Almirante Brown      | 18   | 14 | 6  | 6  | 2  | 17 | 9  | 8    |
| 3.º  | Tigre                | 17   | 14 | 6  | 5  | 3  | 22 | 20 | 2    |
| 4.º  | All Boys             | 16   | 14 | 5  | 6  | 3  | 12 | 12 | 0    |
| 5.º  | Dock Sud             | 14   | 14 | 5  | 4  | 5  | 20 | 20 | 0    |
| 6.º  | Almagro              | 13   | 14 | 5  | 3  | 6  | 21 | 15 | 6    |
| 7.º  | Argentino de Quilmes | 11   | 14 | 4  | 3  | 7  | 16 | 25 | −9   |
| 8.º  | El Porvenir          | 5    | 14 | 1  | 3  | 10 | 7  | 22 | −15  |

|  | Permaneció en la Primera B.                          |
|  | Clasificó al torneo de reclasificación de Primera B. |

## Resultados
Primera Rueda
| Fecha 1         | Fecha 1   | Fecha 1              | Fecha 1         | Fecha 1     | Fecha 1 |
| Local           | Resultado | Visitante            | Estadio         | Fecha       |         |
| --------------- | --------- | -------------------- | --------------- | ----------- | ------- |
| Almagro         | 5 - 1     | Tigre                | Almagro         | 19 de julio |         |
| El Porvenir     | 0 - 0     | Argentino de Quilmes | Talleres (RdE)  | 19 de julio |         |
| Almirante Brown | 0 - 0     | All Boys             | Almirante Brown | 19 de julio |         |
| Liniers         | 3 - 1     | Sportivo Dock Sud    | Nueva Chicago   | 19 de julio |         |

| Fecha 2              | Fecha 2   | Fecha 2         | Fecha 2              | Fecha 2     | Fecha 2 |
| Local                | Resultado | Visitante       | Estadio              | Fecha       |         |
| -------------------- | --------- | --------------- | -------------------- | ----------- | ------- |
| Liniers              | 0 - 0     | Almagro         | Nueva Chicago        | 26 de julio |         |
| Sportivo Dock Sud    | 1 - 1     | Almirante Brown | Arsenal              | 26 de julio |         |
| All Boys             | 0 - 1     | El Porvenir     | Almagro              | 26 de julio |         |
| Argentino de Quilmes | 1 - 1     | Tigre           | Argentino de Quilmes | 26 de julio |         |

| Fecha 3         | Fecha 3   | Fecha 3              | Fecha 3         | Fecha 3     | Fecha 3 |
| Local           | Resultado | Visitante            | Estadio         | Fecha       |         |
| --------------- | --------- | -------------------- | --------------- | ----------- | ------- |
| Almagro         | 2 - 0     | Argentino de Quilmes | Almagro         | 2 de agosto |         |
| Tigre           | 1 - 2     | All Boys             | Platense        | 2 de agosto |         |
| El Porvenir     | 1 - 2     | Sportivo Dock Sud    | Talleres (RdE)  | 2 de agosto |         |
| Almirante Brown | 1 - 1     | Liniers              | Almirante Brown | 2 de agosto |         |

| Fecha 4           | Fecha 4   | Fecha 4              | Fecha 4         | Fecha 4     | Fecha 4 |
| Local             | Resultado | Visitante            | Estadio         | Fecha       |         |
| ----------------- | --------- | -------------------- | --------------- | ----------- | ------- |
| Almirante Brown   | 2 - 1     | Almagro              | Almirante Brown | 9 de agosto |         |
| Liniers           | 0 - 0     | El Porvenir          | Nueva Chicago   | 9 de agosto |         |
| Sportivo Dock Sud | 4 - 1     | Tigre                | Arsenal         | 9 de agosto |         |
| All Boys          | 1 - 0     | Argentino de Quilmes | Platense        | 9 de agosto |         |

| Fecha 5              | Fecha 5   | Fecha 5           | Fecha 5              | Fecha 5      | Fecha 5 |
| Local                | Resultado | Visitante         | Estadio              | Fecha        |         |
| -------------------- | --------- | ----------------- | -------------------- | ------------ | ------- |
| Almagro              | 4 - 0     | All Boys          | Almagro              | 16 de agosto |         |
| Argentino de Quilmes | 3 - 0     | Sportivo Dock Sud | Argentino de Quilmes | 16 de agosto |         |
| Tigre                | 2 - 1     | Liniers           | Platense             | 16 de agosto |         |
| El Porvenir          | 0 - 2     | Almirante Brown   | Banfield             | 16 de agosto |         |

| Fecha 6           | Fecha 6   | Fecha 6              | Fecha 6         | Fecha 6      | Fecha 6 |
| Local             | Resultado | Visitante            | Estadio         | Fecha        |         |
| ----------------- | --------- | -------------------- | --------------- | ------------ | ------- |
| El Porvenir       | 0 - 2     | Almagro              | Banfield        | 23 de agosto |         |
| Almirante Brown   | 0 - 1     | Tigre                | Almirante Brown | 23 de agosto |         |
| Liniers           | 4 - 2     | Argentino de Quilmes | Nueva Chicago   | 23 de agosto |         |
| Sportivo Dock Sud | 1 - 2     | All Boys             | Arsenal         | 23 de agosto |         |

| Fecha 7              | Fecha 7   | Fecha 7           | Fecha 7              | Fecha 7      | Fecha 7 |
| Local                | Resultado | Visitante         | Estadio              | Fecha        |         |
| -------------------- | --------- | ----------------- | -------------------- | ------------ | ------- |
| Almagro              | 0 - 0     | Sportivo Dock Sud | Almagro              | 30 de agosto |         |
| All Boys             | 0 - 1     | Liniers           | All Boys             | 30 de agosto |         |
| Argentino de Quilmes | 2 - 1     | Almirante Brown   | Argentino de Quilmes | 30 de agosto |         |
| Tigre                | 2 - 0     | El Porvenir       | Tigre                | 30 de agosto |         |

Segunda Rueda
| Fecha 8              | Fecha 8   | Fecha 8         | Fecha 8              | Fecha 8         | Fecha 8 |
| Local                | Resultado | Visitante       | Estadio              | Fecha           |         |
| -------------------- | --------- | --------------- | -------------------- | --------------- | ------- |
| Tigre                | 3 - 1     | Almagro         | Tigre                | 6 de septiembre |         |
| Argentino de Quilmes | 2 - 1     | El Porvenir     | Argentino de Quilmes | 6 de septiembre |         |
| All Boys             | 1 - 1     | Almirante Brown | All Boys             | 6 de septiembre |         |
| Sportivo Dock Sud    | 1 - 2     | Liniers         | Arsenal              | 6 de septiembre |         |

| Fecha 9         | Fecha 9   | Fecha 9              | Fecha 9         | Fecha 9          | Fecha 9 |
| Local           | Resultado | Visitante            | Estadio         | Fecha            |         |
| --------------- | --------- | -------------------- | --------------- | ---------------- | ------- |
| Almagro         | 1 - 1     | Liniers              | Almagro         | 13 de septiembre |         |
| Almirante Brown | 0 - 0     | Dock Sud             | Almirante Brown | 13 de septiembre |         |
| El Porvenir     | 0 - 0     | All Boys             | Arsenal         | 13 de septiembre |         |
| Tigre           | 5 - 2     | Argentino de Quilmes | Tigre           | 13 de septiembre |         |

| Fecha 10             | Fecha 10  | Fecha 10        | Fecha 10             | Fecha 10         | Fecha 10 |
| Local                | Resultado | Visitante       | Estadio              | Fecha            |          |
| -------------------- | --------- | --------------- | -------------------- | ---------------- | -------- |
| Argentino de Quilmes | 1 - 0     | Almagro         | Argentino de Quilmes | 20 de septiembre |          |
| All Boys             | 0 - 0     | Tigre           | All Boys             | 20 de septiembre |          |
| Sportivo Dock Sud    | 2 - 1     | El Porvenir     | Sportivo Dock Sud    | 20 de septiembre |          |
| Liniers              | 0 - 1     | Almirante Brown | Nueva Chicago        | 20 de septiembre |          |

| Fecha 11             | Fecha 11  | Fecha 11          | Fecha 11             | Fecha 11         | Fecha 11 |
| Local                | Resultado | Visitante         | Estadio              | Fecha            |          |
| -------------------- | --------- | ----------------- | -------------------- | ---------------- | -------- |
| Almagro              | 0 - 1     | Almirante Brown   | Almagro              | 27 de septiembre |          |
| El Porvenir          | 0 - 2     | Liniers           | Talleres (RdE)       | 27 de septiembre |          |
| Tigre                | 1 - 1     | Sportivo Dock Sud | Tigre                | 27 de septiembre |          |
| Argentino de Quilmes | 1 - 1     | All Boys          | Argentino de Quilmes | 27 de septiembre |          |

| Fecha 12          | Fecha 12  | Fecha 12             | Fecha 12          | Fecha 12     | Fecha 12 |
| Local             | Resultado | Visitante            | Estadio           | Fecha        |          |
| ----------------- | --------- | -------------------- | ----------------- | ------------ | -------- |
| All Boys          | 2 - 1     | Almagro              | All Boys          | 4 de octubre |          |
| Sportivo Dock Sud | 4 - 1     | Argentino de Quilmes | Sportivo Dock Sud | 4 de octubre |          |
| Liniers           | 1 - 1     | Tigre                | Atlanta           | 4 de octubre |          |
| Almirante Brown   | 3 - 0     | El Porvenir          | Almirante Brown   | 4 de octubre |          |

| Fecha 13             | Fecha 13  | Fecha 13          | Fecha 13             | Fecha 13      | Fecha 13 |
| Local                | Resultado | Visitante         | Estadio              | Fecha         |          |
| -------------------- | --------- | ----------------- | -------------------- | ------------- | -------- |
| Almagro              | 3 - 2     | El Porvenir       | Almagro              | 11 de octubre |          |
| Tigre                | 1 - 1     | Almirante Brown   | Tigre                | 11 de octubre |          |
| Argentino de Quilmes | 0 - 2     | Liniers           | Argentino de Quilmes | 11 de octubre |          |
| All Boys             | 3 - 1     | Sportivo Dock Sud | All Boys             | 11 de octubre |          |

| Fecha 14          | Fecha 14  | Fecha 14             | Fecha 14          | Fecha 14      | Fecha 14 |
| Local             | Resultado | Visitante            | Estadio           | Fecha         |          |
| ----------------- | --------- | -------------------- | ----------------- | ------------- | -------- |
| Sportivo Dock Sud | 2 - 1     | Almagro              | Sportivo Dock Sud | 18 de octubre |          |
| Liniers           | 0 - 0     | All Boys             | Nueva Chicago     | 18 de octubre |          |
| Almirante Brown   | 3 - 1     | Argentino de Quilmes | Almirante Brown   | 18 de octubre |          |
| El Porvenir       | 1 - 2     | Tigre                | Banfield          | 18 de octubre |          |

### Torneo de Reclasificación de Primera B

#### Tabla de posiciones final
| Pos. | Equipo               | Pts. | PJ | PG | PE | PP | GF | GC | Dif. |
| ---- | -------------------- | ---- | -- | -- | -- | -- | -- | -- | ---- |
| 1.º  | Comunicaciones       | 10   | 6  | 5  | 0  | 1  | 22 | 5  | 17   |
| 2.º  | Almagro              | 10   | 6  | 4  | 2  | 0  | 17 | 8  | 9    |
| 3.º  | Talleres (RdE)       | 9    | 6  | 4  | 1  | 1  | 14 | 7  | 7    |
| 4.º  | Dock Sud             | 6    | 6  | 3  | 0  | 3  | 12 | 13 | −1   |
| 5.º  | Central Córdoba (R)  | 4    | 6  | 2  | 0  | 4  | 13 | 23 | −10  |
| 6.º  | El Porvenir          | 2    | 6  | 1  | 0  | 5  | 7  | 16 | −9   |
| 7.º  | Argentino de Quilmes | 1    | 6  | 0  | 1  | 5  | 5  | 18 | −13  |

|  | Permaneció en la Primera B. |
|  | Ascendió a la Primera B.    |
|  | Permaneció en la Primera C. |
|  | Descendió a la Primera C.   |

## Resultados
El Torneo de Reclasificación de Primera B se jugó a una sola rueda y en canchas neutrales.
| Fecha 1              | Fecha 1   | Fecha 1             | Fecha 1       | Fecha 1         | Fecha 1 |
|                      | Resultado |                     | Estadio       | Fecha           |         |
| -------------------- | --------- | ------------------- | ------------- | --------------- | ------- |
| Talleres (RdE)       | 2 - 0     | El Porvenir         | Temperley     | 15 de noviembre |         |
| Sportivo Dock Sud    | 0 - 1     | Comunicaciones      | Nueva Chicago | 15 de noviembre |         |
| Argentino de Quilmes | 1 - 3     | Central Córdoba (R) | Sarmiento     | 15 de noviembre |         |
| Libre: Almagro       |           |                     |               |                 |         |

| Fecha 2                     | Fecha 2   | Fecha 2           | Fecha 2        | Fecha 2         | Fecha 2 |
|                             | Resultado |                   | Estadio        | Fecha           |         |
| --------------------------- | --------- | ----------------- | -------------- | --------------- | ------- |
| Central Córdoba (R)         | 2 - 4     | Talleres (RdE)    | Sarmiento      | 22 de noviembre |         |
| El Porvenir                 | 0 - 2     | Sportivo Dock Sud | Excursionistas | 22 de noviembre |         |
| Comunicaciones              | 2 - 3     | Almagro           | All Boys       | 22 de noviembre |         |
| Libre: Argentino de Quilmes |           |                   |                |                 |         |

| Fecha 3               | Fecha 3   | Fecha 3              | Fecha 3       | Fecha 3         | Fecha 3 |
|                       | Resultado |                      | Estadio       | Fecha           |         |
| --------------------- | --------- | -------------------- | ------------- | --------------- | ------- |
| Almagro               | 4 - 0     | El Porvenir          | Nueva Chicago | 29 de noviembre |         |
| Sportivo Dock Sud     | 4 - 3     | Central Córdoba (R)  | Sarmiento     | 29 de noviembre |         |
| Talleres (RdE)        | 3 - 1     | Argentino de Quilmes | Arsenal       | 29 de noviembre |         |
| Libre: Comunicaciones |           |                      |               |                 |         |

| Fecha 4               | Fecha 4   | Fecha 4           | Fecha 4       | Fecha 4        | Fecha 4 |
|                       | Resultado |                   | Estadio       | Fecha          |         |
| --------------------- | --------- | ----------------- | ------------- | -------------- | ------- |
| Argentino de Quilmes  | 1 - 2     | Sportivo Dock Sud | Temperley     | 3 de diciembre |         |
| Central Córdoba (R)   | 2 - 4     | Almagro           | Sarmiento     | 3 de diciembre |         |
| El Porvenir           | 0 - 6     | Comunicaciones    | Nueva Chicago | 3 de diciembre |         |
| Libre: Talleres (RdE) |           |                   |               |                |         |

| Fecha 5            | Fecha 5   | Fecha 5              | Fecha 5       | Fecha 5        | Fecha 5 |
|                    | Resultado |                      | Estadio       | Fecha          |         |
| ------------------ | --------- | -------------------- | ------------- | -------------- | ------- |
| Comunicaciones     | 9 - 1     | Central Córdoba (R)  | Sarmiento     | 6 de diciembre |         |
| Almagro            | 1 - 1     | Argentino de Quilmes | Nueva Chicago | 6 de diciembre |         |
| Sportivo Dock Sud  | 2 - 4     | Talleres (RdE)       | Temperley     | 6 de diciembre |         |
| Libre: El Porvenir |           |                      |               |                |         |

| Fecha 6                  | Fecha 6   | Fecha 6        | Fecha 6            | Fecha 6         | Fecha 6 |
|                          | Resultado |                | Estadio            | Fecha           |         |
| ------------------------ | --------- | -------------- | ------------------ | --------------- | ------- |
| Talleres (RdE)           | 1 - 1     | Almagro        | Ferro Carril Oeste | 13 de diciembre |         |
| Argentino de Quilmes     | 1 - 3     | Comunicaciones | Arsenal            | 13 de diciembre |         |
| Central Córdoba (R)      | 2 - 1     | El Porvenir    | Sarmiento          | 13 de diciembre |         |
| Libre: Sportivo Dock Sud |           |                |                    |                 |         |

| Fecha 7                    | Fecha 7   | Fecha 7              | Fecha 7            | Fecha 7         | Fecha 7 |
|                            | Resultado |                      | Estadio            | Fecha           |         |
| -------------------------- | --------- | -------------------- | ------------------ | --------------- | ------- |
| El Porvenir                | 6 - 0     | Argentino de Quilmes | Temperley          | 20 de diciembre |         |
| Comunicaciones             | 1 - 0     | Talleres (RdE)       | San Lorenzo        | 20 de diciembre |         |
| Almagro                    | 4 - 2     | Sportivo Dock Sud    | Ferro Carril Oeste | 20 de diciembre |         |
| Libre: Central Córdoba (R) |           |                      |                    |                 |         |